# Sennuccio del Bene
Sennuccio del Bene (* um 1275 in Florenz; † 1349 in Avignon) war ein italienischer Dichter, der dem Dolce stil nuovo angehörte; politisch stand er den weißen Guelfen nahe.

## Leben
Im Jahre 1302 wurde er von Karl von Valois aus Florenz verbannt; 1312 nahm er an auf Seiten Heinrichs VII. an der Belagerung seiner Heimatstadt teil. Das Unternehmen scheiterte und führte für Sennuccios Verurteilung zu lebenslangem Exil. 1313 ging er nach Avignon und trat in den Dienst des Kardinals Giovanni Colonna: hier traf er auf Francesco Petrarca, mit dem er sich anfreundete. 1326 wurde er im Interesse des Papstes Johannes XXII. auf Fürsprache des päpstlichen Legaten in der Toskana begnadigt und konnte nach Florenz zurückkehren, wo er Rektor des Ospedale di San Bartolomeo del Mugnone wurde. Seine letzte Lebensspanne verbrachte er wieder in Avignon, wo er 1349 starb.

## Werk
Von seinen Gedichten sind 14 erhalten geblieben, zumeist Sonette im dolce stil nuovo (wie Era ne l’ora che la dolce stella). Die politische Kanzone zum Tod Heinrichs VII. (Da poi ch’i ho perduta ogni speranza), ist mehr ein Glaubensbekenntnis als eine Klage.
Bekannter ist jedoch der Bericht über Petrarcas Dichterkrönung 1341, die Epistola di Sennuccio Del Bene della incoronatione di m. Francesco Petrarca, fatta in Roma l’anno della salutifera incarnatione 1341. Al magnifico sig. Can della Scala signore di Verona.

## Weblink
- Sennuccio del Bene im Dizionario Biografico